# Mario Schiano
Mario Schiano (Napels;, 20 juli 1933 - Rome), 10 mei 2008) was een Italiaanse altsaxofonist, bandleider en componist in de freejazz. Hij behoorde vanaf de late jaren 60 tot de leidende figuren in de Italiaanse avantgarde.

## Biografie
Schiano, wiens vroegste voorbeeld in de jazz Charlie Parker was, begon in 1967 in Turijn een trio met Marcello Melis (1939–1994) en Franco Pecori, later werd de groep uitgebreid met Giancarlo Schiaffini en (als vervanger van Melis) Bruno Tommaso. Deze groep was onder de naam Gruppo Romano Free Jazz actief tot midden jaren 70. Hun opname "If Not Ecstatic We Refund“ uit 1970 geldt als een manifesto van de Italiaanse freejazz. Werk dat hij deed in de bigbandmuziek (met medewerking van o.m. Massimo Urbani) verscheen (later) op het album "Sud" (Splasc(h)). De weinige opnames die hij in de jaren 80 maakte (met o.m. Irène Schweizer, Paul Lovens en zijn "Action Trio" met Giorgio Gaslini en Bruno Tommaso) verschenen op de compilatie "Meetings" (Splasc(h). In 1990 was hij een van de oprichters van het Italian Instabile Orchestra, bij deze band zou hij tot 2003 (met tussenpozen) betrokken zijn. Hij was vanaf de jaren 90 actief met talrijke eigen groepen, hierin speelden musici als Bill Dixon, Evan Parker, Alexander von Schlippenbach, Joëlle Léandre, Ernst Reijseger, Peter Kowald, Paul Rutherford, Phil Wachsmann, Ernst-Ludwig Petrowsky, Famoudou Don Moye en Barry Guy.
Verder werkte hij mee aan de nieuwe muziek-ensembles Musica Elettronica Viva en Nuova Consonanza. Mede dankzij hem ontwikkelde het Controindicazioni Festival in Rome zich tot een van de belangrijkste freejazz-festivals van Italië.

## Discografie (selectie)
- Gruppo Romano Free Jazz 1966/67 - Schiano Trio 1969/70 (Splasc(h), 1967–70)
- Sud (Splasc(h), 1973–78) met Massimo Urbani
- Unlike (Splasc(h), 1990) met Evan Parker, Alexander Schlippenbach, Joelle Léandre, Paul Lovens
- Uncaged (Splasc(h), 1991 met Giancarlo Schiaffini, Marcello Melis, Don Moye
- Blue Memories (Splasc(h), 1994) met Renato Geremia, Joëlle Léandre
- Used to be Friends (Splasc(h), 1995) met Paul Rutherford, Ernst Reijseger, Peter Kowald Paul Lovens
- Social Security (Splasc(h), 1996) met Evan Parker, Barry Guy, Sebi Tramontana
- The Friendship of Walnuts (Splasc(h), 1996) met Conny Bauer, Roberto Ottaviano, Pasquale Innarella, Ernst-Ludwig Petrowsky